# Armadilloniscus lindahli
Armadilloniscus lindahli är en kräftdjursart som först beskrevs av Richardson 1905.  Armadilloniscus lindahli ingår i släktet Armadilloniscus och familjen Detonidae. Inga underarter finns listade i Catalogue of Life.